# Florida Georgia Line
I Florida Georgia Line sono un gruppo musicale country statunitense costituito da Brian Kelley (di Ormond Beach, Florida) e Tyler Hubbard (di Monroe, Georgia).
Nel corso della loro carriera hanno pubblicato 5 album in studio e raggiunto un forte successo commerciale con alcuni loro singoli, tra cui Cruise e Meant to Be che sono stati entrambi certificati disco di diamante negli Stati Uniti per aver venduto oltre 10 milioni di copie. Nel 2022 il gruppo ha interrotto la sua attività per un periodo di tempo indefinito.

## Storia della band
Hubbard e Kelley iniziarono a suonare la chitarra entrambi ai tempi della scuola superiore. Un loro amico comune di Nashville (Tennessee) li fece conoscere alla Belmont University.

## Attività musicale

### Anything Like Me
Il primo EP dei Florida Georgia Line fu pubblicato il 14 dicembre 2010; era costituito da 6 canzoni prodotte da Wesley Walker. Tutte le canzoni erano state scritte da Hubbard oppure da Hubbard e Kelley insieme. Le canzoni sono "You're Country", "Now That She's Gone", "Man I Am Today", "Never Let Her Go" (co-scritta assieme a Jesse Rice), "Black Tears" e "Backwoods Beauty Queen". Il brano "Black Tears" è presente anche nell'album di Jason Aldean Night Train.

### It'z Just What We Do
Il secondo EP del due è costituito da 5 brani prodotti da Joey Moi per la Big Loud Mountain Records e pubblicato nel maggio 2012. La prima canzone è "Cruise", che diventerà di lì a poco la loro maggiore hit, a cui seguono anche "Get Your Shine On", "Tip It Back", "Tell Me How You Like It" e il brano che dà il titolo all'EP, "It'z Just What We Do".

### Here's to the Good Times
Il primo album di studio del duo, Here's to the Good Times, è un album composto da 11 canzoni prodotto da Joey Moi per la Republic Nashville, ed è stato pubblicato il 4 dicembre 2012. "Cruise", il primo singolo estratto, arrivò alla posizione numero 1 della classifica Country Airplay nel dicembre 2012. Una versione di "Cruise" con la partecipazione del rapper Nelly arrivò alla posizione numero 4 della Billboard Hot 100, vendendo oltre 6 milioni di copie negli USA. Il secondo singolo, "Get Your Shine On", fu pubblicato per le radio country nel gennaio 2013, arrivando in vetta alla classifica country radiofonica. "Round Here" fu il terzo singolo di fila ad arrivare in vetta a quella classifica, così come "Stay", scritta e cantata originariamente dai Black Stone Cherry.
Un'edizione deluxe di Here's to the Good Times dal titolo Here's To The Good Times… This Is How We Roll con una canzone in collaborazione con Luke Bryan fu pubblicata il 25 dicembre 2013.
Il duo è stato in tournée per gli Stati Uniti all'interno del Dirt Road Diaries tour assieme ai Thompson Square e Luke Bryan, svolgendo inoltre lo stesso ruolo all'interno del Red Tour di Taylor Swift.
L'album raggiunse la posizione numero 4 della classifica statunitense, ed è certificato disco di platino nel Paese.

### Anything Goes, Dig Your Roots,Can't Say i Ain't Country(2014-2019)
Il 15 agosto 2014 è stato annunciato il secondo album in studio, intitolato Anything Goes e pubblicato il 14 ottobre seguente. Il primo singolo Dirt è stato diffuso nel luglio 2014.
Il 26 agosto 2016 esce il terzo album intitolato Dig Your Roots, anticipato dal singolo H.O.L.Y. L'album include collaborazioni con Tim McGraw, Ziggy Marley e Backstreet Boys. Sempre nel 2016, il duo ottiene una certificazione di diamante per il singolo Cruise, il quale ha venduto oltre 10 milioni di copie sul suolo statunitense. Nei mesi successivi collaborano con Bebe Rexha nel singolo Meant to Be, che diventa uno dei maggiori successi discografici dell'anno vendendo oltre 11 milioni di copie su suolo statunitense.
Nel 2018 il gruppo pubblica vari singoli che anticipano l'uscita del quarto album in studio Can't Say I Ain't Country, pubblicato nel febbraio 2019. Alla pubblicazione dell'album fa seguito un tour da headliner.

### Life Rolls Out, hiatus (2020-2022)
Nei primi mesi del 2020 pubblicano il singolo I Love My Country e collaborano con Justin Bieber in un remix country del singolo Yummy. Nei mesi successivi pubblicano l'EP 6-Pack, oltre a realizzare altre collaborazioni con vari artisti tra cui Thomas Rhett e Nelly. Nel 2021 pubblicano il quinto album Life Rolls On, a cui fa seguito l'annuncio di un tour successivamente cancellato. Nel 2022 viene annunciata una pausa del duo musicale per un periodo di tempo indefinito.

## Filantropia
Durante la loro attività musicale, i Florida Georgia Line hanno partecipato a varie campagne benefiche volte soprattutto a combattere la fame nel mondo.

## Discografia

### Album di studio
- 2012: Here's to the Good Times
- 2014: Anything Goes
- 2016: Dig Your Roots
- 2019: Can't Say I Ain't Country
- 2021: Life Rolls On

### EP
- 2010: Anything Like Me
- 2012: It'z Just What We Do
- 2014: iTunes Session
- 2018: Florida Georgia Line
- 2020: 6-Pack

### Singoli
- 2012: Cruise
- 2013: Get Your Shine On
- 2013: Cruise Remix (feat. Nelly)
- 2013: Round Here
- 2013: Stay
- 2013: It'z Just What We Do [singolo promozionale]
- 2013: The South (The Cadillac Three feat. Dierks Bentley, Florida Georgia Line & Mike Eli)
- 2014: This Is How We Roll (feat. Luke Bryan)
- 2014: This Is How We Roll Remix (feat. Jason Derulo & Luke Bryan) [singolo promozionale]
- 2014: Dirt
- 2014: Sun Daze
- 2015: Sippin' On Fire
- 2015: Anything Goes
- 2015: Confession
- 2016: H.O.L.Y.
- 2016: May We All (feat. Tim McGraw)
- 2017: God, Your Mama, And Me (feat. Backstreet Boys)
- 2017: Smooth
- 2017: Up Down (Morgan Wallen feat. Florida Georgia Line)
- 2017: Meant To Be (Bebe Rexha feat. Florida Georgia Line)
- 2017: Let Me Go (Hailee Steinfeld & Alesso feat. Florida Georgia Line and Watt)
- 2018: Simple
- 2018: Talk You Out Of It
- 2019: Women (feat. Jason Derulo) [singolo promozionale]
- 2019: Blessings
- 2019: Fight (Tayla Parx feat. Florida Georgia Line)
- 2020: I Love My Country
- 2020: Second Guessing [singolo promozionale]
- 2020: Long Live
- 2020: Drinkin' Beer. Talkin' God. Amen. (Chase Rice feat. Florida Georgia Line)
- 2020: Lit This Year
- 2021 Lit Bit (con Nelly)